# 10381 Malinsmith
10381 Malinsmith eller 1996 RB är en asteroid i huvudbältet som upptäcktes den 3 september 1996 av den brittiske astronomen Brian G. W. Manning vid Stakenbridge-observatoriet. Den är uppkallad efter Konrad Malin-Smith.
Asteroiden har en diameter på ungefär 10 kilometer.